# Hỏa Trạch Khuê
Quẻ Hỏa Trạch Khuê, đồ hình ||:|:| còn gọi là quẻ Khuê 睽 (kui2), là quẻ thứ 38 trong Kinh Dịch.
- Nội quái là ☱ (||: 兌 dui4) Đoài hay Đầm (澤).
- Ngoại quái là ☲ (|:| 離 li2) Ly hay Hỏa (火).

Giải nghĩa: Quai dã. Hỗ trợ. Trái lìa, lìa xa, hai bên lợi dụng lẫn nhau, cơ biến quai xảo, như cung tên. Hồ giả hổ oai chi tượng: con hồ (cáo) nhờ oai con hổ.